# Confienza (cacciatorpediniere)
Il Confienza è stato un cacciatorpediniere (e successivamente una torpediniera) della Regia Marina.

## Storia
Costruita tra il maggio 1917 e l'aprile 1923, la nave apparteneva alla classe Palestro. Poco dopo l'entrata in servizio l'unità, al comando del tenente di vascello Luigi Corsi, partecipò all'occupazione di Corfù durante la crisi tra Italia e Grecia.
Nel 1925 il Confienza risalì il Danubio. Negli anni venti e trenta il cacciatorpediniere operò nel bacino orientale del Mediterraneo e lungo le coste del Nord Africa. A bordo dell'unità prestò servizio anche Gino Birindelli, allora sottotenente di vascello.
Nel 1929 il cacciatorpediniere, insieme ai gemelli Palestro, San Martino e Solferino, costituiva la VII Squadriglia Cacciatorpediniere, che, insieme alla VIII Squadriglia (composta dalle unità della classe Curtatone) ed all'esploratore Augusto Riboty, formava la 4ª Flottiglia Cacciatorpediniere, appartenente alla II Divisione Siluranti, facente parte della 2ª Squadra Navale avente base a Taranto.

Il Confienza e gli esploratori Aquila e Augusto Riboty nel porto militare S. Antonio a Gaeta, nel 1927.

Nel 1938 (per altre fonti nel 1930) il Confienza fu sottoposto a lavori di modifica che videro l'innalzamento del fumaiolo prodiero, dato che il fumo, altrimenti, ostacolava la punteria e la direzione del tiro. Nel corso dello stesso anno la nave, ormai anziana, venne declassata a torpediniera.
Poco prima dello scoppio del secondo conflitto mondiale si progettò di potenziare l'armamento contraereo delle quattro unità della classe Palestro, sostituendo uno dei pezzi da 102 mm ed entrambi i cannoni da 76 mm con quattro mitragliere da 20 mm, ma tale proposito non fu mai messo in atto.
All'ingresso dell'Italia nella seconda guerra mondiale, il 10 giugno 1940, la Confienza, al comando del tenente di vascello di complemento Andrea Giuffra, apparteneva alla XV Squadriglia Torpediniere, che formava insieme alle gemelle Palestro, San Martino e Solferino, con base a Venezia.
Il 27-28 settembre 1940 la torpediniera fu di scorta, insieme alla San Martino, all'incrociatore Alberico da Barbiano in due uscite in mare da Pola, di breve durata, per delle esercitazioni dei cannonieri della locale accademia. Durante il conflitto la nave operò nell'Adriatico meridionale, principalmente in missioni di scorta convogli.
Il 21 ottobre 1940, infatti, con la ricostituzione del Comando Superiore Traffico Albania (Maritrafalba, già in precedenza attivo dal 5 settembre 1940 al suo primo scioglimento, il 12 ottobre 1940, ma senza la Confienza alle sue dipendenze), la Confienza venne dislocata a Brindisi ed assegnata, con altre unità (due anziani cacciatorpediniere, altre nove torpediniere, quattro incrociatori ausiliari e la XIII Squadriglia MAS), a tale Comando, per il servizio di scorta convogli da e per l'Albania nonché di ricerca e caccia antisommergibile.

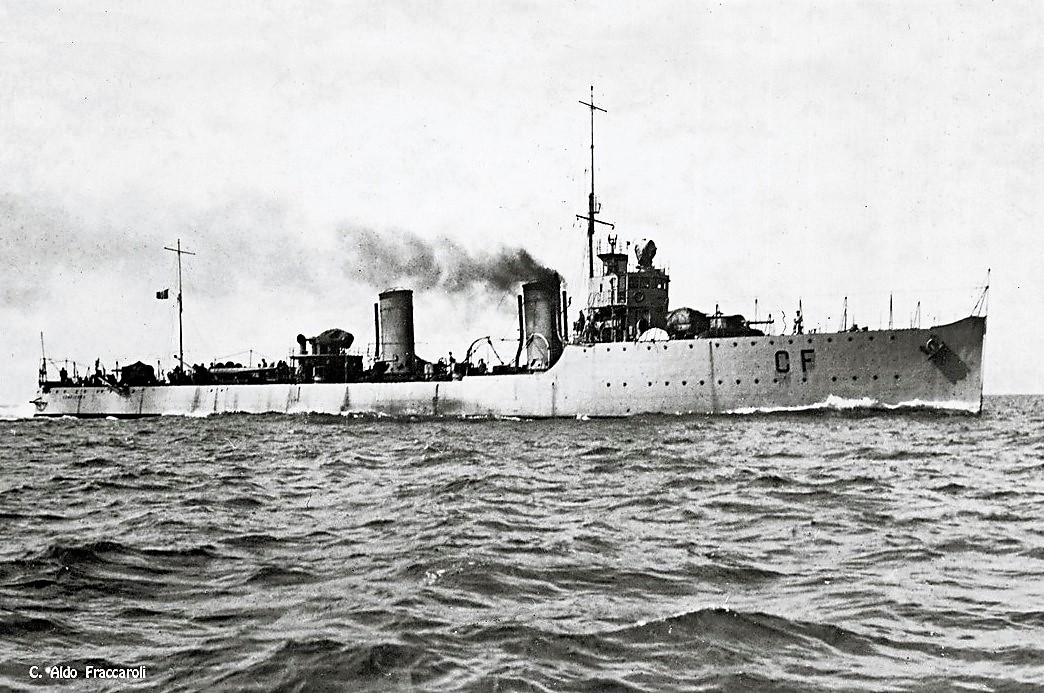
Il Confienza in navigazione

La prima missione di scorta della torpediniera ebbe inizio alle sette di sera del 24 ottobre 1940, quando la nave lasciò Bari per scortare i piroscafi Perla e Chisone, diretti a Durazzo con 4247 tonnellate di rifornimenti. Alle nove di mattina del 25 ottobre il Chisone urtò una mina, dovendo essere rimorchiato a Durazzo. Il resto del convoglio giunse a destinazione alle 11.25 dello stesso giorno.
La Confienza ripartì da Durazzo alle 23.15 del 2 novembre, insieme all'incrociatore ausiliario Capitano A. Cecchi, per scortare due mercantili vuoti, il piroscafo Principessa Giovanna e la motonave Città di Marsala, a Bari, dove il convoglio giunse alle 18.30 del giorno successivo.
La torpediniera salpò poi da Bari alle 3.30 del 4 novembre, di scorta, insieme all'incrociatore ausiliario Ramb III, agli incrociatori ausiliari (impiegati come trasporti) Città di Genova e Città di Palermo, che trasportavano 1610 militari, 156 autoveicoli e 164 tonnellate di rifornimenti. Le navi giunsero a Durazzo alle 20.25 dello stesso giorno. Terminato lo scarico, le quattro unità lasciarono Durazzo alle 8.30 del 6 novembre, arrivando a Bari alle 17.15 di quello stesso giorno.
All'1.45 di notte del 13 novembre la Confienza partì da Bari insieme al piccolo incrociatore ausiliario Lago Tana, scortando a Durazzo, dove giunsero alle 8.30, il piroscafo Olimpia e la motonave Birmania, aventi a bordo 799 automezzi. La torpediniera ripartì poi alle 7.30 del 14 novembre, scortando a Brindisi, insieme al cacciatorpediniere Augusto Riboty, i piroscafi Milano ed Aventino e la motonave Città di Trapani, vuoti, in viaggio di ritorno. Il convoglio giunse nel porto pugliese alle 15.15 del giorno stesso.
Tornata a Bari, la torpediniera ne ripartì alle 23.30 del 15 novembre, per scortare a Durazzo, unitamente alla torpediniera Andromeda ed all'incrociatore ausiliario Egeo, le motonavi Verdi e Puccini, cariche di 1347 militari, cinque quadrupedi e 69,5 tonnellate di materiali: il convoglio giunse a destinazione alle tre del pomeriggio del 16.

La nave all'ormeggio

Secondo alcune fonti la Confienza avrebbe affondato il sommergibile britannico Triton, ma le date non coincidono.
Alle 9.30 del 19 novembre 1940 la Confienza, sempre al comando del TV compl Giuffra, lasciò Durazzo alla volta di Brindisi, scortando il piroscafo Carnia e le motonavi Verdi e Puccini, che rientravano vuote in Italia. Intorno alle otto di sera dello stesso giorno il convoglio giunse nei pressi del punto di atterraggio «Y», al largo di Brindisi, proprio mentre giungeva nella stessa zona anche l'incrociatore ausiliario Capitano A. Cecchi, proveniente da Valona. Essendo Brindisi in allarme per bombardamento aereo, i fari di atterraggio erano stati spenti, e ciò (insieme forse ad errori di manovra) portò la Confienza ad essere speronata dal Capitano Cecchi, alle 21.19. L'incrociatore ausiliario, che aveva riportato danni alla prua, imbarcò l'equipaggio della torpediniera, che prese poi a rimorchio per tentare di portarla verso Brindisi. Il tentativo di salvataggio fu però vano: dopo circa un'ora e venti minuti di navigazione, alle 00.35 del 20 novembre, la Confienza si spezzò in due ed affondò a due miglia da Brindisi. I tre mercantili del convoglio giunsero a Brindisi alle 2.20 di quella stessa notte.
Il relitto della nave giace spezzato in due, in assetto di navigazione, su un fondale di 82 metri, a nordest del porto di Brindisi.